# Santa Maria de Vilalba
Santa Maria de Vilalba, també anomenat el Suro, és un poble del municipi d'Abrera (Baix Llobregat), situat dalt d'una carena entre el riu Llobregat i la riera del Morral del Molí, a l'est del municipi. El poble comprèn dos petits nuclis separats per la carretera BV-1202, el nucli principal i l'anomenat carrer del Suro, a més del petit raval de Can Torres, situat a mitjana alçada entre el riu i la carena. L'antic terme de Vilalba, que sempre ha pertangut a Abrera, comprèn també tres urbanitzacions noves del segle xx, Les Carpes de Vilalba, Sant Miquel i Can Vilalba, i diversos polígons industrials.
La parròquia de Santa Maria de Vilalba, creada a mitjan segle xix sobre aquest antic terme, disposa de cementiri propi. A mitjan segle xx també hi havia hagut una escola rural unitària, ubicada on ara hi ha el Casal Social del barri. També hi ha casals de barri a Les Carpes i a Can Vilalba. I centres sanitaris a Santa Maria i a Can Vilalba.
Dins el terme, envoltades pel nucli de Can Vilalba i dalt d'un turó, es conserven les restes de l'antic castell de Voltrera, del segle ix. Als peus d'aquest castell, a la plana del riu, hi havia hagut la casa que es va fer construir el virrei Amat a finals del segle xviii; aquesta casa va desaparèixer el 1982.
El poble va optar a la independència respecte d'Abrera el 1937 amb el nom de Vilalba de Llobregat.